# LG Optimus 2
LG Optimus 2 (AS680) — коммуникатор производства компании LG Electronics, работающий на операционной системе Android 2.3. Имеет процессор 800 МГц и дисплей 3.2 дюйма с разрешающей способностью 320 x 480 пикселов, произведенный по технологии TFT HVGA и поддерживающий отображение 16 млн цветов. Отличительной особенностью этого смартфона является наличие аппаратных кнопок на лицевой панели. У LG Optimus 2 имеется 179 MB встроенной памяти. Оборудован аккумуляторной батареей повышенной ёмкости для данного класса смартфонов — 1,500 mAh. Анонсирован в начале января 2012 и впервые продемонстрирован на выставке CES 2012.
В Европе модель будет анонсирована в рамках конференции MWC 2012.

## Другие названия LG Optimus 2
- LG AS680 — официальный код модели
- LG Optimus 2 — официальное название модели на сайте производителя
- LG Optimus Two — название по аналогии с предшественником (LG Optimus One)
- LG Optimus II — название, появившееся в американских СМИ и растиражированное интернет-изданиями